# ناحیه مالبری، شهرستان باند، ایلینوی
ناحیه مالبری، شهرستان باند، ایلینوی (به انگلیسی: Mulberry Grove Township) یک منطقهٔ مسکونی در ایالات متحده آمریکا است که در شهرستان باند، ایلینوی واقع شده‌است. ناحیه مالبری ۱٬۳۶۱ نفر جمعیت دارد و ۱۷۴ متر بالاتر از سطح دریا واقع شده‌است.